# Botschaft Kirgisistans in Berlin

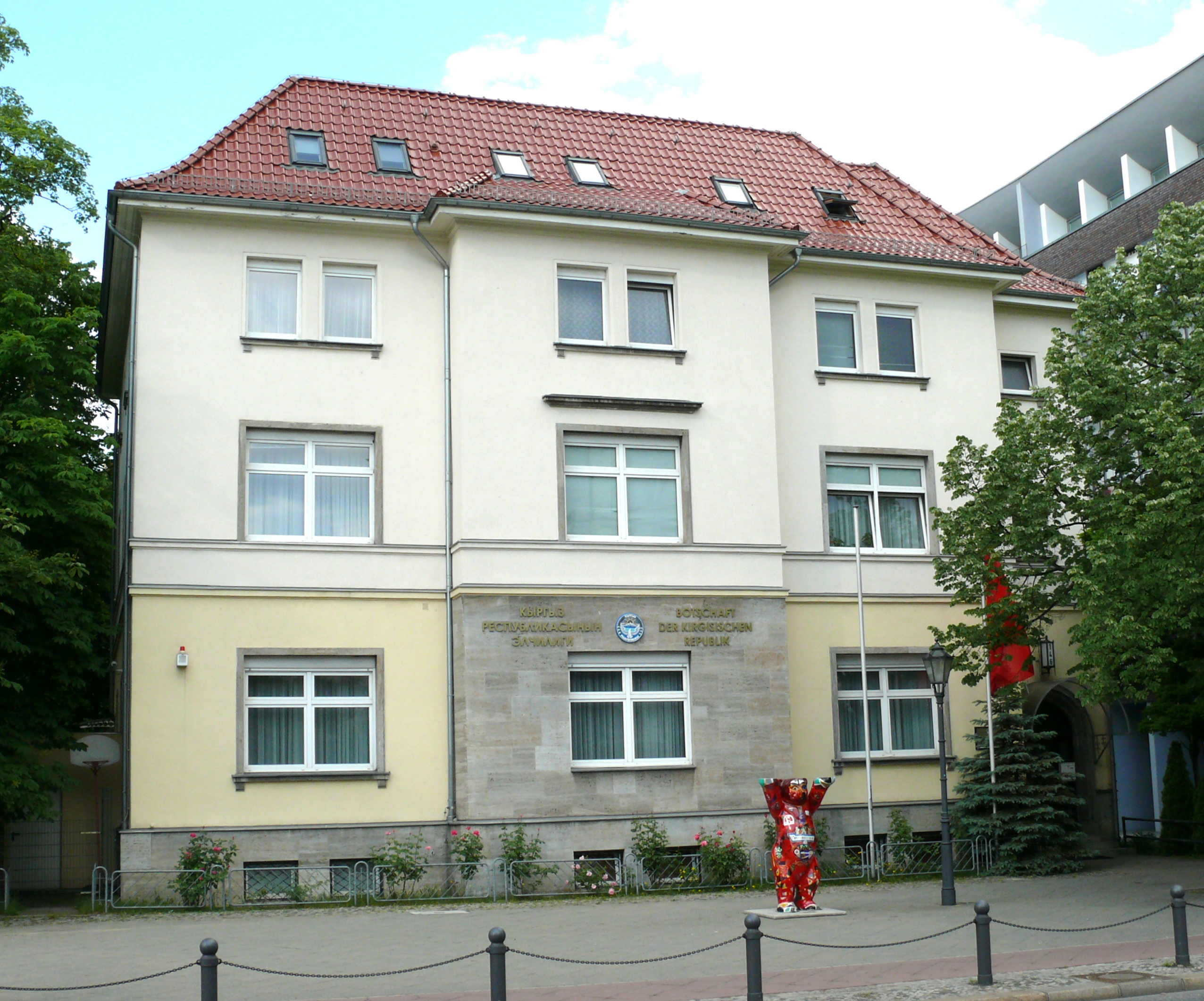
Botschaft Kirgisistans in Berlin-Charlottenburg

Die Botschaft Kirgisistans in Berlin ist die offizielle diplomatische Vertretung der Kirgisischen Republik in Deutschland. Sie befindet sich in der Otto-Suhr-Allee 146 in Berlin-Charlottenburg. Botschafter ist seit dem 5. Mai 2022 Omurbek Tekebaev.
Die Botschaft unterhält eine Außenstelle in Bonn sowie ein Konsulat in Frankfurt am Main. Außerdem bestehen ein Honorargeneralkonsulat in Wolfratshausen und Honorarkonsulate in Ahrensburg, Bremen, Dresden, Hamburg und Sehnde.

## Geschichte
Die Kirgisische Republik erklärte am 31. August 1991 ihre Unabhängigkeit. Die erste kirgisische Botschaft in Deutschland wurde im Januar 1995 in der Koblenzer Straße 62 in Bonn eröffnet. Ab Oktober 1996 war ein gemietetes Reihenhaus in der Ubierstraße 19 der Botschaftssitz. Im September 1999 zog die Botschaft nach Berlin um.

## Botschaftsgebäude
Baumeister A. Schulz aus Charlottenburg erwarb 1870 ein 1141 Quadratmeter großes Baugrundstück an der damaligen Berliner Straße 87c, das sich von der Berliner Straße nordwärts bis zur Eosanderstraße erstreckte und an den Luisenplatz grenzte. Darauf baute er ein zweigeschossiges Gebäude als Wohnvilla. Die Besitzer des Hauses wechselten in der Folge mehrfach, beispielsweise erwarb der Fabrikbesitzer Julius Gebauer um 1890 die Immobilie. Er ließ 1900 Umbau- und Erweiterungsarbeiten durchführen.  
Die Grundstücke wurden um 1910 umnummeriert, aus dem Grundstück 87c war die Adresse Berliner Straße 93 geworden. Später wurde es die Nr. 146. Im Jahr 1957 erhielt die frühere Berliner Straße ihren Namen zu Ehren des wenige Tage zuvor verstorbenen Regierenden Bürgermeisters Otto Suhr.
Die Fassade des inzwischen etwa 20 Meter langen und 15 Meter in den hinteren Grundstücksbereich reichenden Bauwerks war ein Stilmix aus neugotischen und Neorenaissance-Elementen mit Erkern, Türmchen, Dachgauben und einem Ziergiebel. Nachdem das Haus 1938/1939 vom Architekten Erdmann Grübnau zu einer Gewerbeeinheit für die Holzhandelsgesellschaft Kämper und Seeberg umgestaltet worden war, waren die Fassadenschmuckelemente weitestgehend beseitigt. Es war um eine Etage erhöht worden und trug ein abgestumpftes Walmdach. Von 1956 bis 1975 nutzte die Brennstoffhandelsfirma Montonia das Gebäude, daher firmierte es zeitweise als Montonia-Haus.
Für eine Straßenverbreiterung nahm der Bezirk Charlottenburg 1956 den Vorgarten in Anspruch, anschließend gelangte eine Fläche von rund 300 Quadratmetern an der Eosanderstraße ebenfalls in kommunales Eigentum, die zu einer Grünanlage umgestaltet wurde. Im Jahr 1975 erwarb die Bezirksverwaltung Charlottenburg das Gebäude. Es diente nach einer Renovierung als zusätzliches Amtsgebäude.
Nach wiederholten Umbauten und Sanierungen wurde das Gebäude nach der deutschen Wiedervereinigung und dem folgenden Bonn-Berlin-Umzug der Bundesregierung der Republik Kirgistan als diplomatische Vertretung angeboten. Im Jahr 2000 wurde es Eigentum dieses Landes.

## Botschafter
- ab 16. September 2020: Erlan Abdyldaev[8]

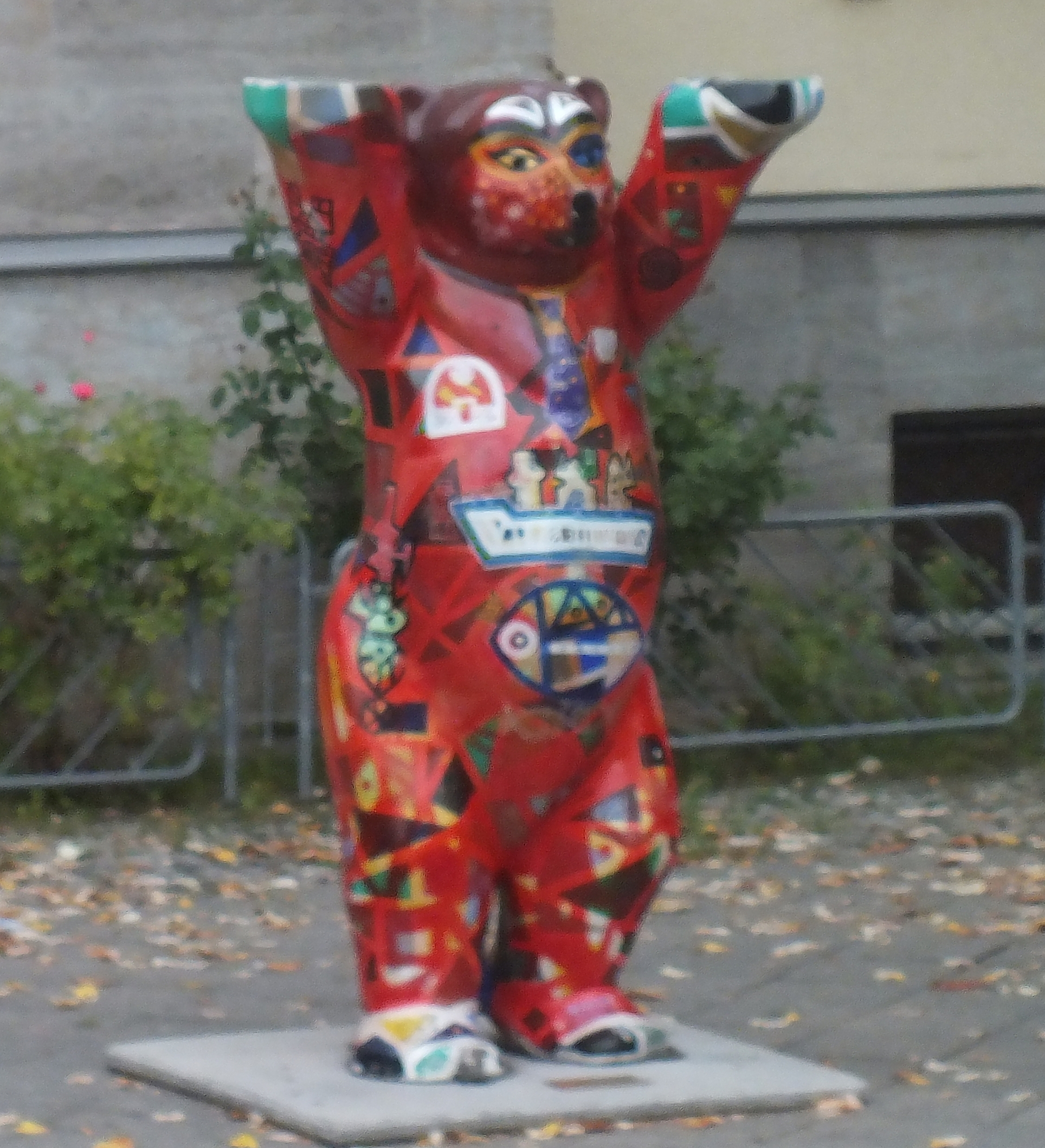
Buddy Bear vor der Botschaft

- ab 5. Mai 2022: Omurbek Tekebaev[9]

## Buddy Bear
Vor dem Gebäude stand zeitweise ein Buddy Bear, den der Künstler Juristanbek Shigaev mit kirgisischen Volkskunstelementen gestaltet hat.